# Großreifling
Großreifling est un village du massif des Gesäuse en Styrie, et une localité de la commune de Landl dans le district de Liezen. Dans les environs du village se trouve le site-type de la formation de Reifling,  horizon géologique délimitant l’Anisien.

## Géographie
Großreifling surplombe en rive gauche un méandre de l’Enns, non loin de sa confluence avec la Saltze, au pied du Reiflingberg (alt. 712 m), au nord-est, et du Lehenberg (alt. 871 m) au sud, face au Steinwand (alt. 950 m) de l'autre côté de la rivière.
Située aux confins des Alpes d'Ennstal, des Alpes d'Ybbstal et du massif du Hochschwab, le village est encadré à l'ouest par la chaîne du Sittlingerkogel (alt. 1 110 m) avec en arrière-plan les Haller Mauern, au sud-ouest par le massif du Buchstein (Großer Buchstein alt. 2 224 m, Tamischbachturm alt. 2 035 m) appartenant aux monts de Gesäuse, et par le massif du Kalte-Mauer (Kaltmauer alt. 1 929 m, contrefort du Hochschwab) ; au nord-est par le Gamsstein (alt. 1 929 m) dans les Alpes d'Ybbstal.
À cette localité se rattachent en outre les lieux-dits de Ramsauhof, Kupfer, de Scheiblinghof et de Wedelalm, dans la vallée du Scheiblingbach et le massif du Sittlingerkogel.
|     | Krippau      |                         |
|     | Großreifling | Gams bei Hieflau (Gem.) |
| Erb |              | Kirchenlandl            |

## Infrastructures de transport
À Großreifling, la B115 ou « Route du Fer » (Eisen Straße), route touristique reliant Steyr et Eisenerz à Traboch, croise la L705 ou Erbstraße (vers Saint-Gall et la B117 via Erb). La B115 croise aussi la L714 ou Salzastraße à la sortie du pont franchissant l'Enns au nord du village. Großreifling  est une gare de la ligne de l'Ennstal. 

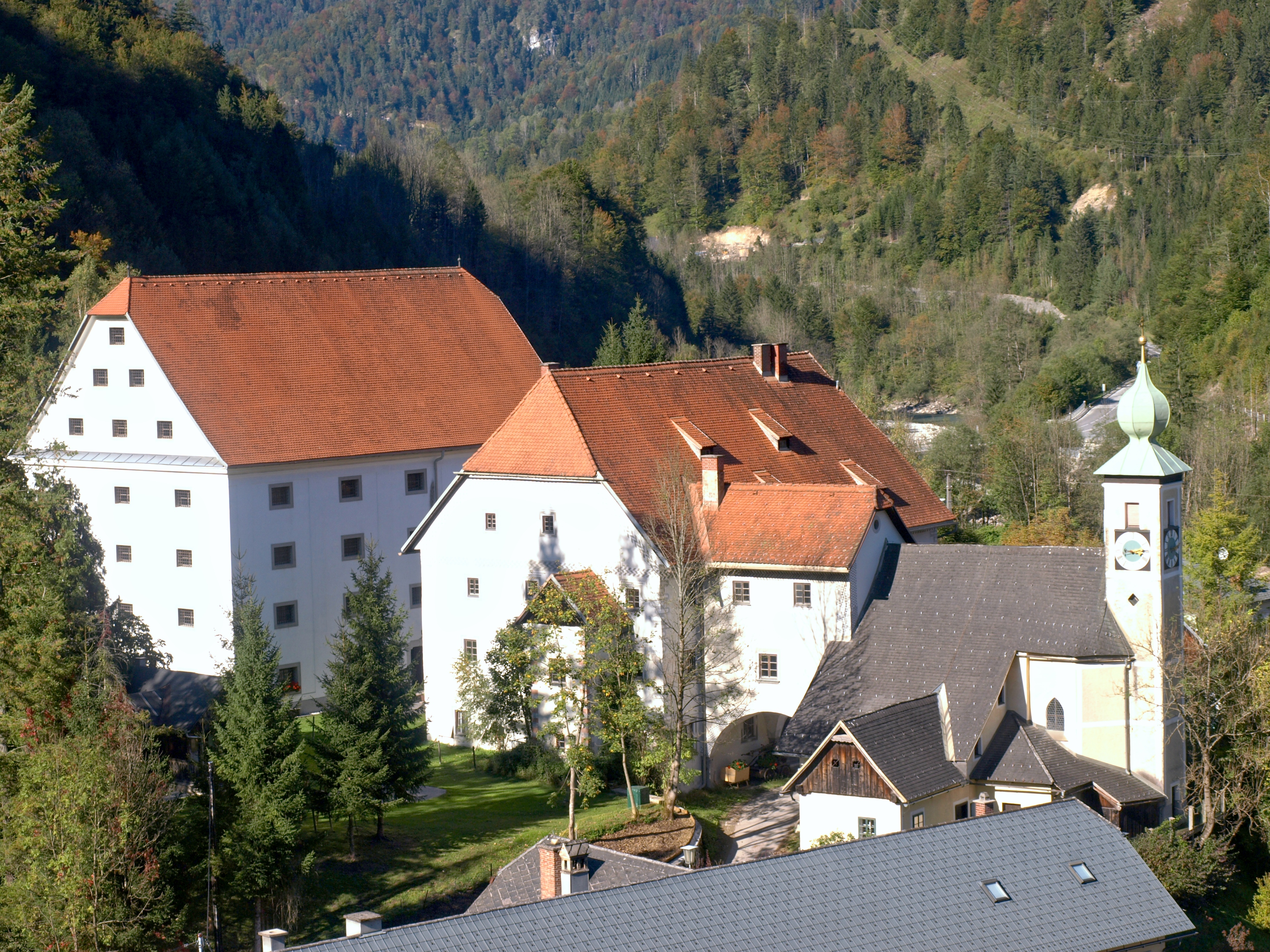
L'Église Saint-Nicolas et les deux grandes halles aux grains.

## Histoire, tourisme et nature
Le village s'est formé vers 1500 à partir d'une colonie de mineurs. 
Großreifling possède le plus ancien musée forestier d'Autriche, le Silvanum, installé dans une ancienne halle aux grains (Alter Kasten, inscrite au patrimoine), formée de deux granges massives à plusieurs étages, surplombant le reste du village. Les autres curiosités touristiques sont :
- l’ancienne église paroissiale remontant à 1507 avec son Orgue de 1669 ;
- les vestiges du pertuis de Gasteiger, le plus grand « piège à flottants » de la vallée de l'Enns : il remonte à 1570, à l'époque du flottage du bois, et fut construit par le Tyrolien Hans Gasteiger ;
- l’ancien relais de poste ;
- la bascule à charbon (Kohlwaage) ;
- une maison de mineur.

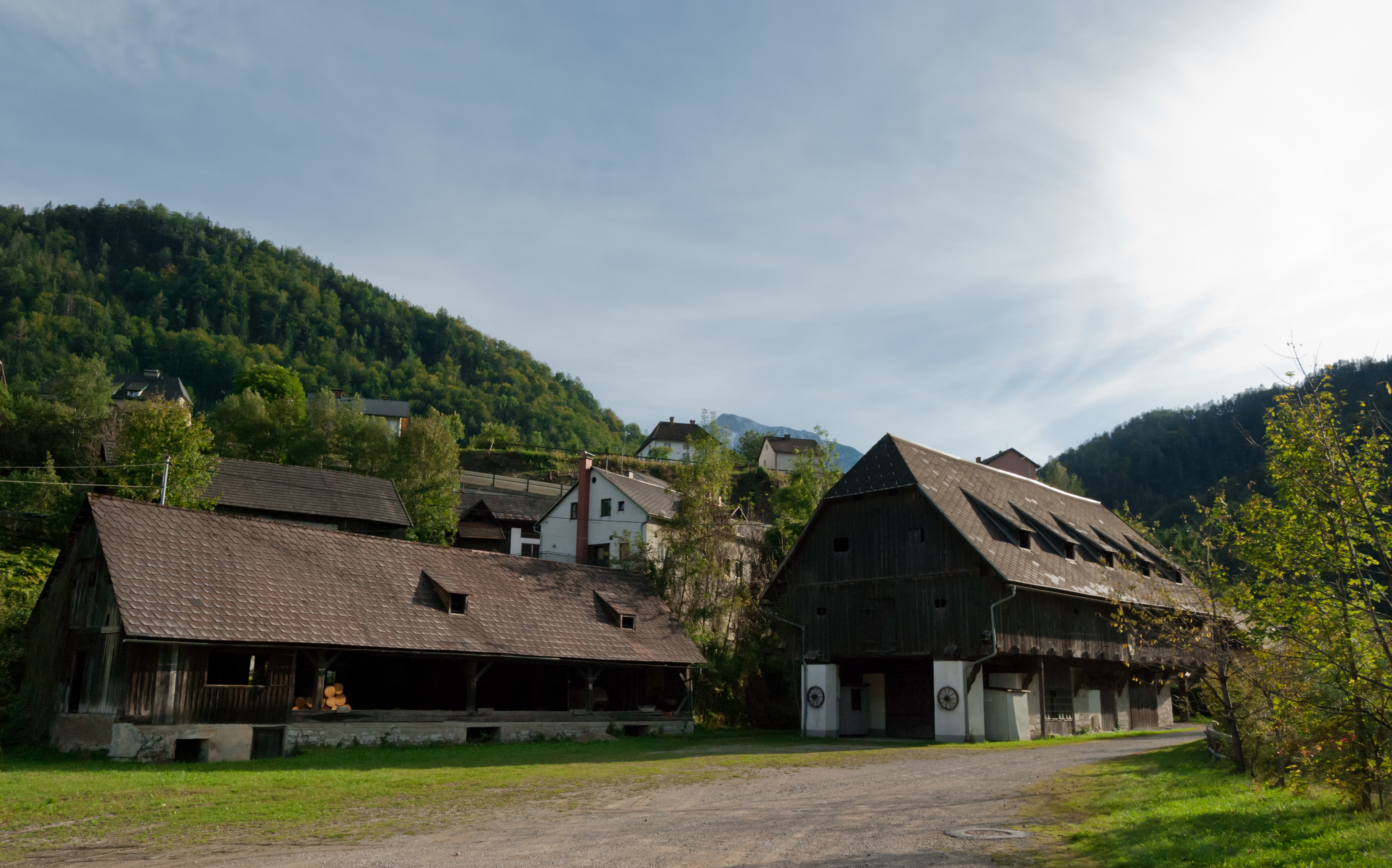
La bascule à charbon (Kohlwaage) de Großreifling.

Le village se trouve au cœur du parc naturel des Alpes de l'Ennstal et d'Eisenerz, près du parc national d'Eisenwurzen, du parc national de Gesäuse qui se dessine plus au sud, au-dessus du bourg de Kirchenlandl, non loin de la zone naturelle de Wildalpener Salzatal un peu en amont sur le cours de la Saltze. Großreifling est la dernière halte sur le cours inférieur de la  Saltze, l'une des rivières les plus réputées d'Europe centrale pour les sports d'eau vive. 
Großreifling, enfin, est connu des géologues comme le site-type de la formation de Reifling, un horizon géologique des Préalpes orientales septentrionales caractéristique de l’Anisien (toponyme latin désignant l’Enns), période du Trias allant de 246 à 237 millions d'années : au cours de cette période, la Téthys a donné naissance à un banc calcaire épais de plusieurs kilomètres. Le gisement d'ammonites de la formation de Gutenstein, dans le massif du Rahnbauernkogel, est un autre géotope.